# Чукотски автономен окръг
Чуко́тски автономен окръг (Чукотка) е самостоятелен юридически субект в състава на Руската Федерация, в състава на Далекоизточния федерален окръг. Най-източната административна единица на Русия. Площ 721 481 km² (6-о място по големина в Руската федерация, 4,21% от нейната площ). Население на 1 януари 2018 г. 49 348 души към 2018 г. (84-то, предпоследно място в Руската федерация, 0,03% от нейното население). Административен център град Анадир. Разстояние от Москва до Анадир 12 091 km.

## Историческа справка
На 10 декември 1930 е създаден Чукотският национален окръг в състава на Далекоизточния край. На 22 юли влиза в състава на Камчатска област, от 28 май 1951 г. – в състава на Хабаровски край, а от 3 декември 1953 г. – в състава на Магаданска област. През 1977 г. е преименуван на Чукотски автономен окръг и на 17 юни 1992 г. излиза от състава на Магаданска област и става самостоятелен субект на Руската федерация. От юли 2008 г. губернатор на окръга е Роман Валентинович Копин.

## Географска характеристика

### Географско положение, граници, големина
Чукотският автономен окръг е разположен в крайната североизточна част на Азиатска Русия, като близо половината от територията му се намира северно от Северния полярен кръг. Тук се намира най-източната точка на Русия – нос Дежньов. Заема част от материка – Чукотски полуостров и редица острови – Врангел, Айон, Ратманов и др. На запад граничи с Република Якутия, на югозапад – с Магаданска област, на юг – с Камчатска област, на север се мие от водите на Източносибирско и Чукотско море, а на югоизток – от водите на Берингово море. В тези си граници заема площ от 721 481 km² (6-о място по големина в Руската федерация, 4,21% от нейната площ).

### Релеф
Бреговете на Източносибирско и Чукотско море са слабо разчленени, като най-голям залив тук е Чаунска губа. Бреговата линия на Берингово море е силно разчленена с редица удобни и дълбоки фиорди (заливите Провидения, Глубокая и др.) и големи заливи (Лаврентия, Мечигменски, Кръст, Анадирски и др.) Моретата, миещи бреговете на окръга, голяма част от годината са покрити с ледове. Релефът е предимно планински, като преобладават платата, средно високи планини и отделни хребети. На запад са разположени планинските системи на хребетите Олойски (1816 m) и Уш Урекчен (1673 m), а в централните части – Анюйския хребет (1779 m) и Анадирското плато (1785 m). Източната част се заема от обширната Чукотска планинска земя (максимална височина 1887 m) с хребетите Пекулней (1362 m), Еквиватапски (1636 m) и др., на югозапад се простират крайните североизточни части на Колимската планинска земя (1787 m), а на югоизток – Корякската планинска земя. Централната част на окръга е заета от силно заблатената Анадирска низина, а на север по крайбрежията на Източносибирско и Чукотско море се намират Чаунската и Ванкаремската низина.

### Природни ресурси
Чукотския автономен окръг притежава значителни залежи от нефт, природен газ, каменни въглища, злато, волфрам и калай. По-големи местонахождения: на калай – Валкумей, Пиркакай, въглища – Анадирско находище, Берингово находище.

### Климат
Климатът е суров, по крайбрежието – студен, морски, а във вътрешността рязко континентален. Продължителност на зимата е 8 – 9 месеца и е съпроводено от силни северни ветрове. Повсеместно е разпространена вечната замръзналост. Средната януарска температура по крайбрежието на Берингово море е от −15 °C до -21 °C, а във вътрешността от -27 °C до −39 °C, с минимални температури от -38 °C до -55 °C. Лятото е кратко, прохладно и дъждовно. Средната юлска температура на север е 5-8 °C, по крайбрежието на Берингово море 9-10 °C, а в Анадирската низина (село Марково) 13-14 °C. Годишната сума на валежите е от 200 mm на запад до 300 – 500 mm в Анадирската низина. Продължителността на вегетационния период (минимална денонощна температура 5 °C) е от 75 дни (град Певек), 88 дни (град Анадир) до 101 дни (село Марково).

### Води
По територията на Чукотския автономен район протичат 315 425 реки и ручеи (с дължина над 1 km) с обща дължина 734 788 km и принадлежат към три водосборни басейна: на Източносибирско и Чукотско море части от Северния Ледовит океан и на Берингово море част от Тихия океан. Към басейна на Източносибирско море принадлежат десните притоци на река Колима: Омолон с притоците си Олой и Олойчан и Анюй с двете съставящи я реки Голям и Малък Анюй; Раучуа, Чаун с притока си Паляваам; Пегтимел. Към водосборния басейн на Чукотско море принадлежи река Амгуема. Най-голямата река, вливаща се Берингово море на територията на окръга е Анадир с притоците си: Майн, Белая, Танюрер, Канчалан и Великая. Повечето от реките в Чукотския автономен район протичат през през планинско-тундрови и планинско-горски зони и имат планински характер, а тези течащи по тундровите низини на север и в Анадирската низина – равнинен характер. Подхранването им е смесено с преобладаване на снежното и дъждовното. Речният им режим се характеризира с високо пролетно пълноводие, епизодични лятно-есенни прииждания и продължително и ясно изразено зимно маловодие. замръзват в края на септември или началото на октомври, а се размразяват в края на май или началото на юни.
В Чукотския автономен окръг има около 13,5 хил. езера, като са разположени предимно в равнинните райони и по произход се делят на крайречни, проточни, термокарстови, лагунни, ледникови и кратерни. Най-големи са езерата Червено (458 km², крайречно) и Пекулней (435 km², лагунно), Елгигитгин (кратерно). Блатата и заблатените земи заемат 28 330 km², 3,93% от територията на окръга.

### Почви, растителност, животински свят
Преобладават планинско-тундровите почви. В низините са разпространени торфени, торфено-блатни и торфно-подзолести, а по долините на реките алувиални почви.
Преобладава тундровия тип растителност. В планинските райони са разпространени планински сухи тундри с храсти джуджета и каменоломки, а низините са заети от лишейна и мъхова тундра с рядка нискостеблена растителност и се използват от северните елени за пасища. По поречието на по-големите реки има островна растителност – предимно топола, бреза, ела и др. Покрай Северния Ледовит океан и островите в него е тундрова пустиня.
На територията на окръга се срещат лисица, вълк, белка, заек, кафява и бяла мечка, дива гъска, лебед, бяла яребица. По крайбрежието – кайра, чайка и др. Моретата, езерата и реките са богати на риба (кета, херинга и др.) и морски животни (морж, нерпа и др.). На о. Врангел е обособен резерват.

## Население
Населението на 1 януари 2018 г. на Чукотския автономен окръг наброява 49 348 души (84-то, предпоследно място в Руската федерация, 0,03% от нейното население).
| Анадир   | 14 899 | Уголние Копи | 3736 | Лаврентия | 1345 |
| Билибино | 5453   | Егвекинот    | 2815 | Лорино    | 1046 |
| Певек    | 4743   | Провидения   | 2082 |           |      |

### Етнически състав
По данни от преброяването през 2010 г. етническият състав на окръга е бил следния:
| руснаци (49.61%) чукчи (25.28%) украинци (5.68%) ескимоси (3.03%) евени (2.76%) чуванци (1.78%) татари (0.89%) беларуси (0.72%) други (10.25%) |

Легенда:
|  | Окръжен център, повече от 10 000 души |
|  | от 4000 до 10 000 души                |
|  | от 1000 до 4000 души                  |
|  | от 500 до 1000 души                   |
|  | от 100 до 500 души                    |

## Административно-териториално деление
В административно-териториално отношение Чукотския автономен окръг се дели на 4 окръжни градски окръга, 3 муниципални района, 3 града, в т.ч. 2 града с окръжно подчинение и 1 град с районно подчинение и 5 селища от градски тип.
| Административна единица | Площ (km2) | Население (2017 г.) | Административен център | Население (2017 г.) | Разстояние до Анадир (в km) | Други градове и сгт с районно подчинение |
| ----------------------- | ---------- | ------------------- | ---------------------- | ------------------- | --------------------------- | ---------------------------------------- |
| Окръжни градски окръзи  |            |                     |                        |                     |                             |                                          |
| 1. Анадир               | 20         | 16 091              | гр. Анадир             | 16 091              |                             |                                          |
| 2. Певек                | 58 100     | 5327                | гр. Певек              | 4329                | 636                         |                                          |
| 3. Провидения           | 27 420     | 3695                | сгт Провидения         | 2151                | 450                         |                                          |
| 4. Егвекинот            | 134 600    | 4734                | сгт Егвекинот          | 3034                | 240                         | Нос Шмид                                 |
| Муниципални райони      |            |                     |                        |                     |                             |                                          |
| 1. Анадирски            | 287 900    | 8079                | гр. Анадир             |                     |                             | Беринговски, Уголние Копи                |
| 2. Билибински           | 174 700    | 7369                | гр. Билибино           | 5292                | 615                         |                                          |
| 3. Чукотски             | 30 700     | 4053                | с. Лаврентия           | 1185                | 540                         |                                          |

|  | Тази страница частично или изцяло представлява превод на страницата „Административно-территориальное деление Чукотского автономного округа“ в Уикипедия на руски. Оригиналният текст, както и този превод, са защитени от Лиценза „Криейтив Комънс – Признание – Споделяне на споделеното“, а за съдържание, създадено преди юни 2009 година – от Лиценза за свободна документация на ГНУ. Прегледайте историята на редакциите на оригиналната страница, както и на преводната страница, за да видите списъка на съавторите. ВАЖНО: Този шаблон се отнася единствено до авторските права върху съдържанието на статията. Добавянето му не отменя изискването да се посочват конкретни източници на твърденията, които да бъдат благонадеждни. |

## Промишленост и стопанство
Основно е развита добивната промишленост (злато, олово, въглища и волфрам). Производство на строителни материали. Изградени са Билибинска АЕЦ, Чаунска и Анадирска ТЕЦ, Беринговска и Егвекинотска ГЕЦ, плаваща електроцентрала „Северно сияние“ на нос Шмид.
Развито еленовъдство, риболов, лов, млекодобивно животновъдство, свиневъдство, птицевъдство и оранжерийно зеленчукопроизводство.
Значително добре развито речно и морско корабоплаване. Пристанища – Певек, Провидения, Анадир, Егвекинот, Беринговски.